# Серія Бальмера
Серія Бальмера — серія ліній у спектрі атома водню, які утворюються під час переходу електрона між другим та вищими енергетичними рівнями. Названа на честь швейцарського математика Йоганна Бальмера, який 1885 року опублікував формулу, що описувала цю серію. 
У спектрі випромінювання окремі лінії серії утворюються під час переходу електрона на другий рівень (із вищих), а в спектрі поглинання — під час переходу з другого рівня на вищі. 
Для позначення серії застосовується латинська літера H. Перехід між другим та третім енергетичними рівнями позначається грецькою літерою α, між 2-м та з 4-м — літерою β і т.д. Таким чином, повне позначення спектральної лінії, що виникає внаслідок переходу електрона між другим та третім рівнями — Hα (вимовляється Бальмер альфа).

## Місце у спектрі

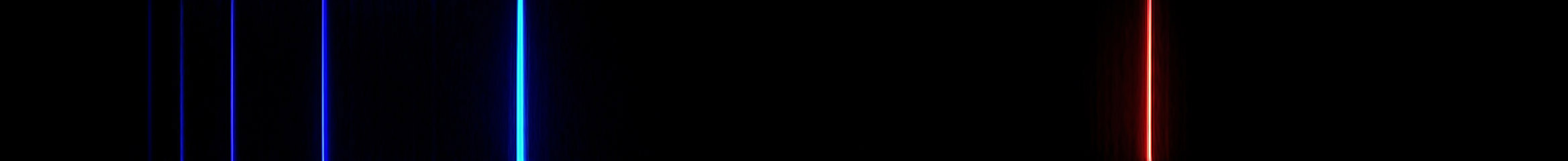
Серія Бальмера

Перші 4 лінії серії Бальмера лежать у видимому діапазоні, усі інші — в ультрафіолетовому:
| Позначення        | Hα    | Hβ    | Hγ    | Hδ    | Hε    | Hζ    | Hη    | ... | Межа серії |
| n                 | 3     | 4     | 5     | 6     | 7     | 8     | 9     |     | ∞          |
| Довжина хвилі, нм | 656,3 | 486,1 | 434,1 | 410,2 | 397,0 | 388,9 | 383,5 |     | 364,6      |

## Формула Бальмера
{\displaystyle {\frac {1}{\lambda }}={\frac {4}{B}}\left({\frac {1}{2^{2}}}-{\frac {1}{n^{2}}}\right)}
де
{\displaystyle n} — натуральне число, {\displaystyle n} =3,4,5,…
{\displaystyle \lambda } — довжина поглинутої чи випроміненої хвилі.
{\displaystyle B} — стала величина, що дорівнює 3,6456×10−7 м або 364.56 нм.
1888 року шведський фізик  Йоганнес Рідберґ узагальнив формулу Бальмера для всіх переходів у атомі водню:
{\displaystyle {\frac {1}{\lambda }}=R_{\mathrm {H} }\left({\frac {1}{m^{2}}}-{\frac {1}{n^{2}}}\right),}
де
{\displaystyle m} — натуральне число, {\displaystyle m<n}.
{\displaystyle R_{\mathrm {H} }} — стала Рідберґа, {\displaystyle R_{\mathrm {H} }} =10973731.534(13) м−1 (=13.6056981(40) еВ).